# Aedokritus penicilligerus
Aedokritus penicilligerus är en tvåvingeart som först beskrevs av Edwards 1931.  Aedokritus penicilligerus ingår i släktet Aedokritus och familjen fjädermyggor. Inga underarter finns listade i Catalogue of Life.